# Полет 96 на „Американ Еърлайнс“
Полет 96 на „Американ Еърлайнс“ е редовен вътрешен пътнически полет, който се изпълнява от „Американ Еърлайнс“ от Лос Анджелис до Ню Йорк през Детройт и Бъфало. На 12 юни 1972 г. лявата задна товарна врата на „Макдонъл Дъглас DC-10-10“, който изпълнява този полет, се отваря и се счупва над Уиндзър, Онтарио, след излитане от Детройт, Мичиган; поради това инцидентът понякога се нарича инцидент в Уиндзър, въпреки че според Националния съвет за безопасност на транспорта това е произшествие, а не инцидент.
Бързата декомпресия в товарното отделение причинява частично срутване на пода на пътническото отделение, което блокира или ограничи някои от контролните кабели, които са свързани с различни хидравлични задвижващи механизми за управление на полета. Заклинването на кабела за управление на кормилото довежда до отклонение на руля до максимално дясно положение. Контролните кабели към двигател номер две в опашката са прекъснати, което довежда до изключването му. Липсва разкъсване на хидравлична система, така пилотите имат контрол над елероните, десния повдигач и хоризонталния стабилизатор. Кабелът на десния елерон е частично ограничен и двамата пилоти трябва да приложат обратно налягане. Въпреки частичното ограничаване на контролите, пилотите успяват да се върнат на летище „Детройт Метрополитън“ и да кацнат безопасно, без сериозни наранявания.
Причината е открита в заключващата система на товарната врата, която не успява да затвори и заключи напълно вратата, без никаква индикация към екипажа, че не е затворена безопасно. Отделна система за заключване трябва да гарантира, че това няма да се случи, но се оказва недостатъчна. „Макдонъл Дъглас“ въвежда редица незначителни промени в системата в опит да избегне повторение. Те обаче са неуспешни; на 3 март 1974 г. задната товарна врата на полет 981 на „Търкиш Еърлайнс“ претърпява същата повреда и се отваря, което кара самолета да загуби контрол и да се разбие в гора близо до Париж, Франция. Тази катастрофа убива всички 346 души на борда, което я прави най-смъртоносната в историята на авиацията до авиокатастрофата на летището в Тенерифе през 1977 г. и най-смъртоносната катастрофа с един самолет до катастрофата на полет 123 на „Джапан Еър Лайнс“ през 1985 г.